# Cwetana Krystewa
Cwetana Krystewa (bułg. Цветана Кръстева; ur. w 1967) – bułgarska biathlonistka, trzykrotna medalistka mistrzostw świata.

## Kariera
W Pucharze Świata zadebiutowała w sezonie 1985/1986. W indywidualnych zawodach tego cyklu dziewięciokrotnie stawała na podium, po raz pierwszy dokonała tego 30 stycznia 1988 roku w Ruhpolding, gdzie była najlepsza w sprincie. Wyprzedziła tam Petrę Schaaf z RFN i swą rodaczkę, Mariję Manołową. Drugie i ostatnie zwycięstwo odniosła 20 stycznia 1990 roku w Anterselvie, wygrywając tym razem bieg indywidualny. W zawodach tych wyprzedziła Norweżkę Anne Elvebakk i Inger Björkbom ze Szwecji. Po raz ostatni w czołowej trójce znalazła się 17 marca 1990 roku w Kontiolahti, gdzie była druga w sprincie, ulegając tylko Elvebakk. Najlepsze wyniki osiągnęła w sezonach 1988/1989 i 1989/1990, kiedy zajmowała czwarte miejsce w klasyfikacji generalnej.
W 1986 roku wystąpiła na mistrzostwach świata w Falun, gdzie zajęła 19. miejsce w obu konkurencjach indywidualnych, a w sztafecie była szósta. Największe sukcesy osiągnęła podczas mistrzostw świata w Feistritz w 1989 roku, gdzie najpierw zdobyła srebrny medal w sprincie. Rozdzieliła na podium Anne Elvebakk i Natalję Prikazczikową z ZSRR. Następnie razem z Mariją Manołową i Nadeżdą Aleksiewą zajęła drugie miejsce w sztafecie. Na tej samej imprezie zajęła też szóste miejsce w biegu indywidualnym i czwarte w biegu drużynowym. Ponadto na rozgrywanych rok później mistrzostwach świata w Mińsku/Oslo wspólnie z Aleksiewą, Manołową i Iwą Karagiozową wywalczyła brązowy medal w biegu drużynowym. Była tam też czwarta w sztafecie i sprincie, przegrywając walkę o podium z Elin Kristiansen z Norwegii o 13,7 sekundy. Nigdy nie wystartowała na igrzyskach olimpijskich.

## Osiągnięcia

### Mistrzostwa świata
| Rok  | Miejscowość | Konkurencje | Konkurencje | Konkurencje | Konkurencje | Konkurencje | Konkurencje | Konkurencje |
| Rok  | Miejscowość | IN          | SP          | PU          | MS          | RL          | MR          | SR          |
| ---- | ----------- | ----------- | ----------- | ----------- | ----------- | ----------- | ----------- | ----------- |
| 1986 | Falun       | 19.         | 19.         | nd.         | nd.         | 6.          | nd.         | –           |
| 1987 | Lahti       | 31.         | 10.         | nd.         | nd.         | –           | nd.         | –           |
| 1988 | Chamonix    | 32.         | 8.          | nd.         | nd.         | 4.          | nd.         | –           |
| 1989 | Feistritz   | 6.          | 2.          | nd.         | nd.         | 2.          | nd.         | –           |
| 1990 | Mińsk/Oslo  | 10.         | 4.          | nd.         | nd.         | 4.          | nd.         | –           |

### Puchar Świata

#### Miejsca w klasyfikacji generalnej
| Sezon     | Miejsce |
| --------- | ------- |
| 1985/1986 | ?       |
| 1986/1987 | ?       |
| 1987/1988 | 7.      |
| 1988/1989 | 4.      |
| 1989/1990 | 4.      |
| 1990/1991 | ?       |
| 1991/1992 | ?       |

#### Miejsca na podium chronologicznie
| Lp. | Dzień       | Rok  | Miejscowość | Konkurencja                | Lokata | Pudła   | Czas biegu | Strata | Zwycięzca             |
| --- | ----------- | ---- | ----------- | -------------------------- | ------ | ------- | ---------- | ------ | --------------------- |
| 1.  | 30 stycznia | 1988 | Ruhpolding  | Sprint na 7,5 km           | 1.     | 1+1     | 19:36,8    | –      | –                     |
| 2.  | 19 marca    | 1988 | Jyväskylä   | Sprint na 7,5 km           | 2.     | 1+1     | 16:56,2    | +1,9   | Helga Øvsthus         |
| 3.  | 17 grudnia  | 1988 | Les Saisies | Sprint na 7,5 km           | 3.     | 2+2     | 30:06,8    | +25,8  | Nadeżda Aleksiewa     |
| 4.  | 21 stycznia | 1989 | Borowec     | Sprint na 7,5 km           | 2.     | 1+0     | 25:08,1    | +17,4  | Jelena Gołowina       |
| 5.  | 11 lutego   | 1989 | Feistritz   | Bieg indywidualny na 15 km | 2.     | 1+1     | 27:12,3    | +3,1   | Anne Elvebakk         |
| 6.  | 9 marca     | 1989 | Östersund   | Bieg indywidualny na 15 km | 2.     | 0+2+0+2 | 54:08,0    | +26,0  | Iwa Szkodrewa         |
| 7.  | 11 marca    | 1989 | Östersund   | Sprint na 7,5 km           | 3.     | 1+0     | 22:35,0    | +46,0  | Natalja Prikazczikowa |
| 8.  | 20 stycznia | 1990 | Anterselva  | Bieg indywidualny na 15 km | 1.     | 0+1+2+0 | 50:38,9    | –      | –                     |
| 9.  | 17 marca    | 1990 | Kontiolahti | Sprint na 7,5 km           | 2.     | 0+1     | 23:15,6    | +7,4   | Anne Elvebakk         |